# Fußball-Mittelrheinliga
Die Mittelrheinliga (bis 2008 Verbandsliga Mittelrhein) ist die höchste Spielklasse des Fußball-Verbands Mittelrhein. Sie bildet damit die Ebene der Oberliga, der zurzeit fünfthöchsten Klasse im deutschen Ligasystem.

## Geschichte
Die Liga wurde 1956 zunächst als Verbandsliga Mittelrhein ins Leben gerufen und bestand zu Beginn aus 15 Vereinen. Sie löste dabei die zweigleisige Landesliga als bis dahin höchste Amateurklasse im Verbandsgebiet ab und war bis 1978 die dritthöchste Spielklasse im deutschen Ligasystem. Üblicherweise nahm der Meister der Verbandsliga Mittelrhein dabei zusammen mit den Meistern der Verbandsliga Niederrhein und den beiden Staffelsiegern der Verbandsliga Westfalen zunächst an der Aufstiegsrunde zur 2. Oberliga West, ab 1964 dann an der Aufstiegsrunde zur Regionalliga West und zuletzt ab 1975 an der Aufstiegsrunde zur 2. Bundesliga Nord teil. Im Jahr 1978 wurde die Amateur-Oberliga Nordrhein als neue dritthöchste Spielklasse gegründet, zusammengesetzt aus den jeweils besten Mannschaften der Verbandsliga Mittelrhein und der Verbandsliga Niederrhein. Die Verbandsliga Mittelrhein war somit nur noch die vierthöchste Liga. Im Gegenzug entfiel aber gleichzeitig die Aufstiegsrunde, die Mittelrheinmeister qualifizierten sich somit automatisch für die Oberliga. Nach Einführung der Regionalliga 1994 war die Verbandsliga Mittelrhein nur noch die fünfthöchste Klasse. Nach Einführung der 3. Liga und gleichzeitiger Umbenennung auf ihren heutigen Namen Mittelrheinliga im Jahr 2008 war sie die sechsthöchste Spielklasse. Mit Wegfall der NRW-Liga ab der Saison 2012/13 ist die Mittelrheinliga jedoch wieder fünftklassig und hat zudem erstmals in ihrer Historie den Status einer Oberliga.

## Gründungsmitglieder der Verbandsliga Mittelrhein
Rhenania Würselen – SSV Troisdorf 05 – SC Rapid Köln – VfL Köln 1899 – SV Habbelrath-Grefrath – Eschweiler SG – Stolberger SV – TuRa Hennef – SV Bergisch Gladbach 09 – SC Fortuna Köln – Godesberg 08 – SVS Merkstein – Viktoria Alsdorf – Kohlscheider BC – Tura Bonn

## Teilnehmer
Für die Spielzeit 2025/26 haben sich folgende Vereine sportlich qualifiziert:
- die Absteiger aus der Regionalliga West 2024/25 aus dem Gebiet Mittelrhein:
  -  SV Eintracht Hohkeppel
  -  1. FC Düren
- die verbliebenen Mannschaften aus der Mittelrheinliga 2024/25:
  -  SSV Merten
  -  Siegburger SV
  -  SpVg Frechen 20
  -  TuS Königsdorf
  -  FC Wegberg-Beeck
  -  SV Bergisch Gladbach 09
  -  VfL 08 Vichttal
  -  SpVg Porz
  -  FC Hennef 05
  -  FC Teutonia Weiden
  -  SC Fortuna Köln II
  -  FC Pesch
- die beiden Meister aus den Landesliga-Staffeln 2024/25:
  - Staffel 1:  SSV Bornheim
  - Staffel 2:  Sportfreunde Düren

## Bisherige Meister
Die Liga hieß von 1956 bis 2008 Verbandsliga Mittelrhein und seit 2008 Mittelrheinliga.
- 1956/57 Stolberger SV
- 1957/58 SV Bergisch Gladbach 09
- 1958/59 Bonner FV
- 1959/60 SV Baesweiler 09
- 1960/61 Siegburger SV 04
- 1961/62 TuRa Bonn
- 1962/63 SG Düren 99
- 1963/64 SV Schlebusch
- 1964/65 1. FC Köln Amateure
- 1965/66 SG Düren 99
- 1966/67 1. FC Köln Amateure
- 1967/68 Bonner SC
- 1968/69 SC Jülich
- 1969/70 SC Jülich
- 1970/71 SC Jülich
- 1971/72 Bonner SC
- 1972/73 SpVg Frechen 20
- 1973/74 Bayer 04 Leverkusen
- 1974/75 Bayer 04 Leverkusen
- 1975/76 Bonner SC
- 1976/77 1. FC Köln Amateure
- 1977/78 SC Viktoria Köln
- 1978/79 Rhenania Richterich
- 1979/80 SpVg Frechen 20
- 1980/81 Bayer Leverkusen Amateure
- 1981/82 TuS 08 Langerwehe
- 1982/83 SG Düren 99
- 1983/84 Siegburger SV 04
- 1984/85 Bonner SC
- 1985/86 TuS Lindlar
- 1986/87 SC Jülich
- 1987/88 SC Brück
- 1988/89 Alemannia Aachen Amateure
- 1989/90 TuS 08 Langerwehe
- 1990/91 SC Brück
- 1991/92 1. FC Köln Amateure
- 1992/93 Germania Teveren
- 1993/94 TuS 08 Langerwehe
- 1994/95 VfL Rheinbach
- 1995/96 SSG 09 Bergisch Gladbach
- 1996/97 Rhenania Würselen
- 1997/98 SCB Preußen Köln
- 1998/99 TSC Euskirchen
- 1999/00 Borussia Freialdenhoven
- 2000/01 Bonner SC
- 2001/02 GFC Düren 09
- 2002/03 PSI Yurdumspor Köln
- 2003/04 Alemannia Aachen Amateure
- 2004/05 FC Wegberg-Beeck
- 2005/06 SSG 09 Bergisch Gladbach
- 2006/07 Germania Dattenfeld
- 2007/08 VfL Leverkusen
- 2008/09 SV Bergisch Gladbach 09
- 2009/10 FC Wegberg-Beeck
- 2010/11 FC Junkersdorf
- 2011/12 FC Hennef 05
- 2012/13 FC Hennef 05
- 2013/14 FC Hennef 05
- 2014/15 FC Wegberg-Beeck
- 2015/16 Bonner SC
- 2016/17 FC Wegberg-Beeck
- 2017/18 TV Herkenrath
- 2018/19 SV Bergisch Gladbach 09
- 2019/20 FC Wegberg-Beeck
- 2020/21 Saison annulliert
- 2021/22 1. FC Düren
- 2022/23 FC Hennef 05
- 2023/24 SV Eintracht Hohkeppel
- 2024/25 Bonner SC